# Andrew Trollope
Sir Andrew Trollope (død 1461) var en engelsk professionel soldat, der kæmpede i Hundredårskrigen og Rosekrigene.

## Biografi
Født i en familie af farvere fra Durham, begyndte Trollope sin lange militærkarriere i Frankrig i 1420'erne som bevæbnet rytter og tjente på øen Tombelaine under Thomas Burgh og derefter i garnisonerne i Fresnay-le-Vicomte og Caen under Sir John Fastolf i hertugen af Somersets angrebstogt i Pikardiet i februar 1440. Trollope tjente i Matthew Goughs kompagni. I 1442 var han løjtnant i Fresnay under Sir Richard Woodville og havde samme stilling under Osbert Mundeford, da han overgav borgen til franskmændene i 1450.
På et tidspunkt inden 1455 giftede han sig med Elizabeth, søster til Osbert Mundeford (en protegé af Beaufort-familien, som blev overskatmester for Hertugdømmet Normandiet i september 1448), og denne forbindelse gjorde det muligt for Trollope at få fremgang i sin militære karriere. I 1455 blev Trollope udnævnt til mesterportner i Calais, en stilling, som han fortsatte med at tjene indtil 1459. Det var i dette embede, at han forhindrede både pirater og franske skibe på samme vis i at sejle, men beslaglagde også og stjal fra " allierede og undersåtters skibe" i en sådan grad, at han er blevet kaldt en "fribytter". 
Kort før konfrontationen ved Ludford Bridge sejlede Trollope til England med Richard Neville, 16. jarl af Warwick kendt som "Kongemageren"). I Slaget ved Ludford Bridge befalede Trollope en del af York-hæren under Richard af York, 3. hertug af York, men forrådte ham til Lancaster-fraktionen og medbragte "værdifuld efterretning" med hensyn til Yorks hær.
Trollope vendte tilbage til Frankrig med Henry Beaufort, 3. hertug af Somerset for at hjælpe med erobringen af Calais. Somerset kunne ikke opnå dette, men Trollope overtalte garnisonen i Guînes til at gå over til Lancaster-sagen og blev udnævnt til foged af Guînes den 24. marts i forventning om at han kunne forsvare den. Imidlertid tvang Somersets nederlag i Slaget ved Newenham Bridge (Pont de Nieulay) den 23. april og Mundefords fiasko med at skaffe en undsætningsstyrke (den blev opfanget i havnen i Sandwich i juni) Trollope til overgive Guînes til York-styrkerne kort efter, og han vendte derefter tilbage til England.
Trollope viste sig at være en uvurderlig strateg for Margrete af Anjou. Han deltog i bagholdansgreb ved Worksop på Yorks march nordpå i december 1460 og udtænkt derefter angiveligt Lancaster-planen i Slaget ved Wakefield, hvor York og Richard Neville, 5. jarl af Salisbury blev dræbt. Andrew Trollope kæmpede også i Det 2. slag ved St Albans (hvor han trådte på en fodangel) og blev slået til ridder af prins Edvard. Hans betydning for Lancaster-sagen kan ses i det faktum, at i marts 1461 tilbød den nyligt udråbte kong Edvard 4. en belønning på 100 £ til enhver, der dræbte "visse navngivne fjender af Huset York", som omfattede Trollope.
I Slaget ved Towton (29. marts 1461) delte Trollope ledelsen af Lancaster-hærens fortrop sammen med jarlen af Northumberland mod Edvard 4.'s York-hær. Betragtet som "personen i en tilsvarende stilling" af hans samtidige William Neville, 1. jarl af Kent, var Trollopes død i slaget "et ødelæggende slag" for Lancaster-sagens fremtid. Han blev posthumt frataget sin ære, liv og gods, og hans søn Sir David Trollope blev også dræbt i Towton.

## Familie
Trollope og hans hustru, Elizabeth Mundeford, havde en datter Margaret, der blev gift med Richard Calle fra Bacton, foged for Pastons.

## Bemærkninger
1. 1 2 3 4 5 6 7 8 9 10  Curry 2004.
2. ↑  Griffiths 1981, s. 733.
3. ↑  Griffiths 1981, s. 822.
4. ↑  Baumgaertner 2010, s. 395.
5. ↑  Gillingham 1983, s. 191.
6. ↑  Gillingham 1983, s. 131.
7. ↑  Gillingham 1983, s. 135.